# Hệ vận động
Hệ vận động ở con người gồm có hai phần: Phần thụ động gồm bộ xương và hệ liên kết các xương (khớp xương), phần vận động gồm có hệ cơ, hoạt động phụ thuộc hoàn toàn vào hệ thần kinh. Xương gồm 206 chiếc, dài ngắn khác nhau, hợp lại tạo thành bộ xương nâng đỡ cơ thể, che chở cho các nội quan khỏi những chấn thương lý học. Hệ cơ gồm khoảng 600 cơ tạo thành, là những cơ vân (hay cơ xương) bám vào hai đầu xương giúp cho cơ thể cử động. Nhờ hệ vận động mà cơ thể ta có hình dạng nhất định, thể hiện được những động tác lao động, biểu lộ được những cảm xúc của mình. Trải qua thời kì dài tiến hóa, hệ vận động người được coi là tiến hóa nhất trong sinh giới nói chung và giới Động vật nói riêng.

## Bộ xương

Bộ xương người nhìn từ đằng trước

### Bộ xương, các loại xương và khớp xương người

#### Các thành phần chính của bộ xương
Bộ xương người chia làm ba phần là xương đầu (gồm các xương mặt và khối xương sọ), xương thân (gồm xương ức, xương sườn và xương sống) và xương chi (xương chi trên - tay và xương chi dưới - chân). Tất cả gồm 300 chiếc xương ở trẻ em và 206 xương ở người trưởng thành, dài, ngắn, dẹt khác nhau hợp lại ở các khớp xương. Trong bộ xương còn có nhiều phần sụn. Khối xương sọ ở người gồm 8 xương ghép lại tạo ra hộp sọ lớn chứa não. Xương mặt nhỏ, có xương hàm bớt thô so với động vật vì nhai thức ăn chín và không phải là vũ khí tự vệ. Sự hình thành lồi cằm liên quan đến các cơ vận động ngôn ngữ. Cột sống gồm 33 - 35 đốt sống khớp với nhau và cong ở 4 chỗ, thành 2 chữ S tiếp nhau giúp cơ thể đứng thẳng. Các xương sườn gắn với cột sống và gắn với xương ức tạo thành lồng ngực, bảo vệ tim và phổi. Xương tay và xương chân có các phần tương ứng với nhau nhưng phân hóa khác nhau phù hợp với chức năng đứng thẳng và lao động.

#### Các loại xương
Căn cứ vào hình dạng cấu tạo, người ta phân biệt bốn loại xương là:
- Xương dài: cấu trúc hình ống, có mô xương xốp ở hai đầu xương, giữa chứa tủy đỏ ở trẻ em và chứa mỡ vàng ở người trưởng thành như xương cánh tay, xương đùi, xương cẳng chân,... Loại xương này có nhiều nhất.
- Xương ngắn: kích thước ngắn, chẳng hạn như xương đốt sống, xương cổ chân, cổ tay,...
- Xương dẹt: hình bản dẹt, mỏng như xương bả vai, xương cánh chậu, các xương sọ. Loại xương này ít nhất.
- Xương không đều (xương hình bất định): là những xương có hình thể phức tạp như xương hàm trên, xương thái dương, xương ở nền sọ.

#### Cáđốt sốngvàkhớp bất độngnhư khớp ởhộp sọ.
- Khớp động là loại khớp cử động dễ dàng và phổ biến nhất trong cơ thể người như khớp xương đùi và xương chày, khớp xương cánh chậu và xương đùi. Mặt khớp ở mỗi xương có một lớp sụn trơn, bóng và đàn hồi, có tác dụng làm giảm sự cọ xát giữa hai đầu xương. Giữa khớp có một bao đệm chứa đầy chất dịch nhầy do thành bao tiết ra gọi là bao hoạt dịch. Bên ngoài khớp động là những dây chằng dai và đàn hồi, đi từ đầu xương này qua đầu xương kia làm thành bao kín để bọc hai đầu xương lại. Nhờ cấu tạo đó mà loại khớp này cử động dễ dàng. Khớp động phức tạp nhất trong cơ thể người là khớp gối.
- Khớp bán động là loại khớp mà giữa hai đầu xương khớp với nhau thường có một đĩa sụn làm hạn chế cử động của khớp. Khớp bán động điển hình là khớp đốt sống, ngoài ra còn có khớp háng. Ở trẻ em, có xương chậu...các đĩa sụn rất đàn hồi nên dễ uốn lưng mềm mại hay xoạc chân ra dễ dàng. Trái lại ở người trưởng thành và nhất là người già, các đĩa sụn dẹp lại làm cột sống khó cử động hơn, xoạc chân ra khó khăn.
- Khớp bất động: Trong cơ thể có một số xương được khớp cố định với nhau, như xương hộp sọ và một số xương mặt. Các xương này khớp với nhau nhờ các răng cưa nhỏ hoặc do những mép xương lợp lên nhau kiểu vảy cá nên khi cơ co không làm khớp cử động.
- Trong cơ thể con người có tất cả 360 khớp xương: khớp sọ: 86; khớp họng: 6; khớp cột sống và xương chậu: 76; khớp tay: 32 (2 tay: 64); khớp chân: 31 (2 chân: 62); khớp ngực: 66

### Cấu tạo và tính chất của xương

#### Cấu tạo và sự phát triển của xương
- Cấu tạo và chức năng của xương: Hai đầu xương là mô xương lồi có các xương xếp theo kiểu đường thẳng, phân tán lực tác động và tạo ô chứa tủy xương. Bọc hai đầu xương là lớp sụn để giảm các lực ma sát trong đầu xương. Đoạn giữa là trục xương. Thân xương hình trụ, cấu tạo từ ngoài vào trong có: màng bảo vệ mỏng, mô xương và khoang xương. Màng xương giúp xương phát triển về bề ngang. Mô xương cứng chịu lực, đảm bảo tính vững chắc cho xương. Khoang xương chứa tủy xương, ở trẻ em là tuỷ đỏ sinh hồng cầu; ở người trưởng thành tủy đỏ được thay bằng mô mỡ màu vàng nên gọi là tủy vàng.
- Cấu tạo xương ngắn và xương dẹt: xương ngắn và xương dẹt không có cấu tạo hình ống, bên ngoài là mô xương cứng, bên trong lớp mô xương cứng là mô xương xốp gồm nhiều nan xương và hốc trống nhỏ (như mô xương xốp ở đầu xương dài) chứa tủy đỏ.

Xương to ra về chiều ngang là nhờ các tế bào màng xương phân chia tạo ra những tế bào mới đẩy tế bào cũ vào trong rồi hóa xương. Xương dài ra là nhờ quá trình phân bào ở sụn tăng trưởng. Ở tuổi thiếu niên xương phát triển nhanh. Đến 18 - 20 tuổi ở nữ hoặc 20 - 25 tuổi đối với nam xương phát triển chậm lại. Ở người trưởng thành, sụn tăng trưởng không còn khả năng hóa xương, vì thế người không cao thêm. Người già xương bị phân hủy nhanh hơn sự tạo thành, tỉ lệ cốt giao giảm, vì vậy xương người già xốp giòn và dễ gãy và nếu gãy thì xương phục hồi rất chậm, không chắc chắn.

#### Thành phần hóa học và tính chất của xương
Xương có hai đặc tính cơ bản: mềm dẻo và bền chắc. Nhờ tính mềm dẻo nên xương có thể chống lại tất cả các lực cơ học tác động vào cơ thể, nhờ tính bền chắc mà bộ xương có thể nâng đỡ cơ thể. Độ bền chắc của xương người trưởng thành có thể gấp 30 lần so với loại gạch tốt. Sở dĩ xương có được hai tính chất trên là nhờ vào thành phần hóa học. Xương được cấu tạo từ 2 chất chính: một loại chất hữu cơ gọi là cốt giao và một số chất vô cơ là các muối calci. Chất khoáng làm cho xương bền chắc, cốt giao đảm bảo tính mềm dẻo. Tỉ lệ cốt giao thay đổi tùy theo tuổi. Trong xương người trưởng thành, cốt giao chiếm 1/3 còn các muối calci chiếm khoảng 2/3. Nếu ta đem tách riêng hai chất này thì xương không đạt đủ hai đặc tính trên.
Thí nghiệm: lấy hai xương đùi ếch: một xương ngâm trong dung dịch a-xit clo-hi-đric (HCl) 10% để hòa tan hết các muối calci, còn một xương đốt trên ngọn lửa đèn cồn để đốt cháy hết cốt giao. Sau 10 - 15 phút lấy đoạn xương ngâm trong HCl 10% ra ta dễ dàng uốn cong, thậm chí thắt nút lại được như một sợi dây đoạn xương này vì nó rất mềm. Đợi đến khi không còn khói bay lên ta tắt đền cồn rồi bóp nhẹ phần xương đã đốt thì thấy nó vỡ vụn ra. Tuy vậy khi lấy hai đoạn xương ra chúng vẫn giữ nguyên hình dạng.
Ở trẻ em, cốt giao lại chiếm tỉ lệ cao hơn so với muối calci, vì vậy xương trẻ em mềm dẻo hơn xương người lớn.

## Hệ cơ
Cơ bám vào xương, dưới sự chỉ đạo của hệ thần kinh, cơ co làm cho xương cử động, vì vậy các cơ này gọi là cơ xương (còn gọi là cơ vân). Cơ thể người có khoảng 600 cơ tạo thành hệ cơ, chưa kể đến các cơ vận động nội tạng (cơ tạng hay cơ trơn) và cơ vận động tim (cơ tim). Tùy vị trí trên cơ thể và tùy chức năng mà cơ có hình dạng khác nhau: hình tấm, hình lông chim, nhiều đầu hay nhiều thân,... điển hình nhất là bắp cơ (vẫn quen gọi là con chuột) ở cánh tay có hình thoi dài.

### Cấu tạo và tính chất của cơ

#### Cấu tạo của bắp cơ và tế bào cơ

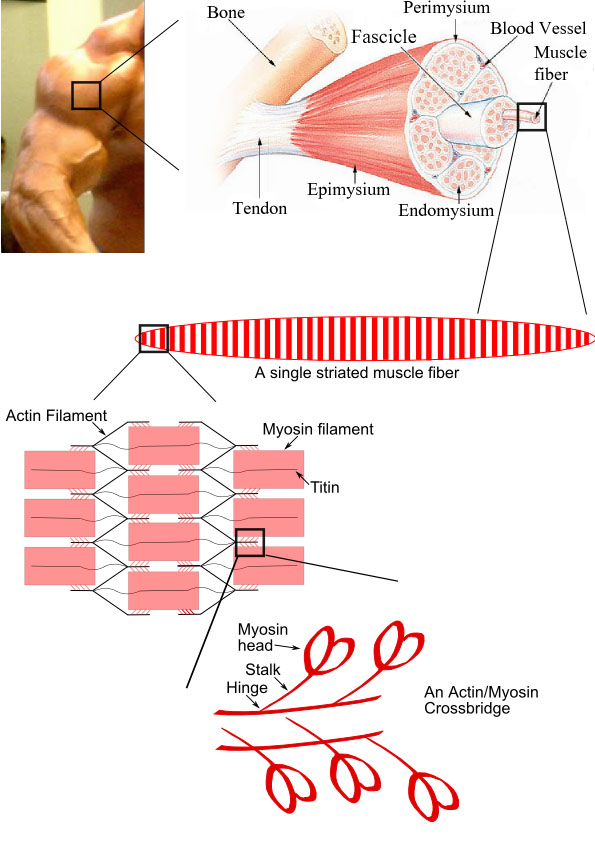
Cấu tạo bắp cơ, bó cơ, sợi cơ, tơ cơ và đơn vị cấu trúc sợi cơ

Bắp cơ gồm nhiều bó cơ, mỗi bó gồm nhiều sợi cơ (tế bào cơ) nắm dọc theo chiều dài bắp cơ. Hai đầu bắp cơ thuôn lại, dài ra thành gân bám vào các xương qua khớp, phần giữa phình to gọi là bụng cơ. Bắp cơ càng khỏe, bũng cơ càng phình làm nổi lên cơ bắp. Trong bắp cơ có nhiều mạch máu và dây thần kinh, chia thành nhiều nhánh nhỏ đi đến từng sợi cơ. Nhờ thế mà cơ tiếp nhận được chất dinh dưỡng và các kích thích. Mỗi sợi cơ là một tế bào cơ dài 10 – 12 cm, có màng sinh chất, chất tế bào và nhiều nhân hình bầu dục. Trong chất tế bào có nhiều tơ cơ nhỏ nằm song song. Mỗi tơ cơ gồm những đoạn màu sáng và màu sẫm nằm xen kẽ nhau tạo thành vân ngang, đó là các đĩa sáng và đĩa tối. Tơ cơ có hai loại là tơ cơ dày và tơ cơ mảnh xếp xen kẽ nhau. Tơ cơ mảnh thì trơn, tơ cơ dày có mấu sinh chất. Giới hạn giữa tơ cơ dày và tơ cơ mảnh giữa hai tấm Z là đơn vị cấu trúc của tế bào cơ (còn gọi là tiết cơ).

#### Sự co cơ
Co cơ là hiện tượng các cơ trong cơ thể co hoặc giãn dưới các tác động khác nhau của các dạng năng lượng sinh hóa, cơ học,... trong cơ thể con người hoặc động vật. Quá trình co cơ này liên quan mật thiết tới việc tìm hiểu nguyên lý vận động của hệ thống cơ của các đối tượng động vật hoặc con người. Nghiên cứu về hiện tượng co cơ có thể giải thích được một lượng lớn các yếu tố liên quan tới năng lượng vận động, các chuyển hóa hoá học nhằm giải thích các hiện tượng sinh lý học trong cơ thể con người. Nghiên cứu về co cơ có liên quan mật thiết tới sinh lý cơ trong cơ thể.
Hiện nay, rất nhiều các nhà khoa học trên thế giới tìm ra các phương pháp khác nhau để tìm hiểu các cơ cấu phân tử của quá trình co cơ bởi đây là nền tảng cơ sở để giải thích các hiện tượng khác. Các nghiên cứu này có thể được thực hiện bằng một số cách sau:
- Nghiên cứu trực tiếp trên cơ thể toàn vẹn (in vivo).
- Nghiên cứu một cơ quan bằng cách tách rời cơ quan hoặc bộ phận ra khỏi mối liên hệ thần kinh với cơ thể toàn vẹn nhưng vẫn giữ nguyên sự nuôi dưỡng thông qua các mạch máu (in situ).
- Có thể nghiên cứu bằng cách tách rời một cơ quan, cơ thể hoặc tế bào ra khỏi cơ thể và nuôi dưỡng trong điều kiện dinh dưỡng và nhiệt độ giống như trong môi trường cơ thể động vật hoặc cơ thể người (in vitro).

Với 3 phương pháp thực nghiệm trên kết hợp với việc sử dụng các dụng cụ đo lường điện tử và quan sát khác nhau và việc thay đổi các tác nhân tác động về cơ học, lý học, hóa học, các điều kiện về môi trường,... các nhà nghiên cứu có thể quan sát được các hoạt động chức năng, những thay đổi chức năng của các cấu trúc cơ trong cơ thể nhằm từ đó tìm hiểu được các cơ chế hoạt động, các ưu điểm, nhược điểm của các tác động và đưa ra các kiến giải hợp lý cho các quá trình thay đổi đó.

## Sách tham khảo
1. Sinh học 8, Nhà xuất bản Giáo dục, Nguyễn Quang Vinh - Tổng Chủ biên kiêm Chủ biên
2. Sổ tay kiến thức Sinh học THCS, Nhà xuất bản Giáo dục, Nguyễn Quang Vinh - Chủ biên
3. Sinh học Cơ bản và Nâng cao 8, Nhà xuất bản Giáo dục, Lê Đình Trung — Trịnh Đức Anh